# Spartaco Guisco
René Spartaco Guisco, pseud. Spartaco (ur. w 1911 w Precotto lub w Mediolanie, zm. 17 kwietnia 1942 w Suresnes) – francuski komunista, uczestnik hiszpańskiej wojny domowej w Brygadach Międzynarodowych, uczestnik francuskiego ruchu oporu. Najsłynniejszym jego czynem było dowodzenie grupą, która dokonała udanego zamachu na niemieckiego oficera Karla Hotza.

## Młodość i wczesna działalność
Nie ma zgody co do miejsca urodzenia Guisco. Według źródeł cytowanych przez strony poświęcone rozstrzelanym uczestnikom ruchu oporu pochodził z miejscowości Precotto, chociaż archiwa policyjne, w tym dane Brygad Specjalnych francuskiej policji, podają jako miejsce urodzenia Mediolan. Wiadomo, iż rodzina Guisco w 1921 zamieszkała we Francji na stałe, zaś w 1932 uzyskała naturalizację. Spartaco Guisco uzyskał wykształcenie wyższe, jednak ze względu na trudną sytuację ekonomiczną musiał podjąć pracę jako malarz pokojowy. W partii komunistycznej był obecny od zakończenia swojej służby wojskowej. Działał w sekcji XIV okręgu paryskiego, gdzie poznał m.in. Rol-Tanguya. Razem z nim walczył również w 14 brygadzie międzynarodowej.

## II wojna światowa
W 1939 został zmobilizowany i otrzymał Croix de Guerre z dwiema brązowymi gwiazdami. Latem 1940 został wycofany ze służby i na nowo zaczął działalność w nielegalnej PCF. W początkowym okresie zajmował się głównie podziemną propagandą.
W lipcu 1941 komuniści zaczęli na szeroką skalę tworzyć organizacje zbrojnego ruchu oporu. Spartabo Guisco znalazł się w jednostce imigranckiej MOI, pod dowództwem Conrada Mireta-Muste'a, również mającego za sobą udział w walkach w Hiszpanii. Od sierpnia 1941 ich grupa została zjednoczona jednostkami Batalionów Młodzieżowych. Ich najsłynniejszą akcją było obrzucenie 19 września 1941 koktajlami Mołotowa magazynu i garażu armii niemieckiej położonego w XVIII okręgu paryskim. Nie ma jednak stuprocentowej pewności, czy Guisco, aktywny w mniejszych akcjach zbrojnych grupy, czynnie uczestniczył również w tym ataku.
W październiku 1941 Guisco razem z Gilbertem Brustleinem i Marcelem Bourdariasem został wysłany do Nantes, by tam, rekomendowany przez Pierre'a Georges'a, stanąć na czele zbrojnego ramienia ruchu oporu. Grupa pod jego dowództwem dokonała co najmniej kilku aktów sabotażu kolejowego, a 20 października – udanego zamachu na Karla Hotza. Zamach ten sprowokował masowe represje, w tym rozstrzelania zakładników, a w samym mieście Nantes skłonił nazistów do wzmocnienia kontroli nad regionem. Grupa Guisco, poszukiwana, została zadenuncjowana przez pracownicę kawiarni, w której odbywały się jej spotkania. Zmusiło to Guisco do rozproszenia oddziału i powrotu do Paryża.
Po powrocie do Paryża Guisco planował organizację nowych jednostek razem z Miret-Muste'em, nie zdając sobie sprawy z tego, że jest śledzony. 10 lutego 1942 został aresztowany na ulicy. Poddany torturom, nie wydał nikogo z grupy nantejskiej, przekazał jednak informacje, które pozwoliły schwytać Miret-Muste'a. Został skazany na karę śmierci 14 kwietnia 1942 i rozstrzelany trzy dni później. Fakt częściowego załamania się Guisco na torturach sprawił, że w nielegalnej prasie komunistycznej został przedstawiony jako zdrajca, chociaż wielu jego dawnych towarzyszy nie chciało w to uwierzyć i uznawało go, mimo wszystko, za jednego z bohaterów ruchu oporu.